# 鲁胜
鲁胜（?—?），字叔时，西晋代郡（今河北张家口蔚縣）人。
少有才操，曾任佐著作郎，晋惠帝元康初年，升遷为建康令。不久因時局不穩，“尝岁日望气，知将来事故”，而歸隐家中。中书令张华派兒子去请鲁胜做官，朝廷聘鲁胜为博士官，都被拒絕。鲁勝是第一位替墨家作注的學者，並定名为《墨辩》，今仅存《墨辩注》序文。

## 延伸阅读
[在维基数据编辑]
 《晉書·卷094》，出自房玄齡《晉書》